# Neville Bonner

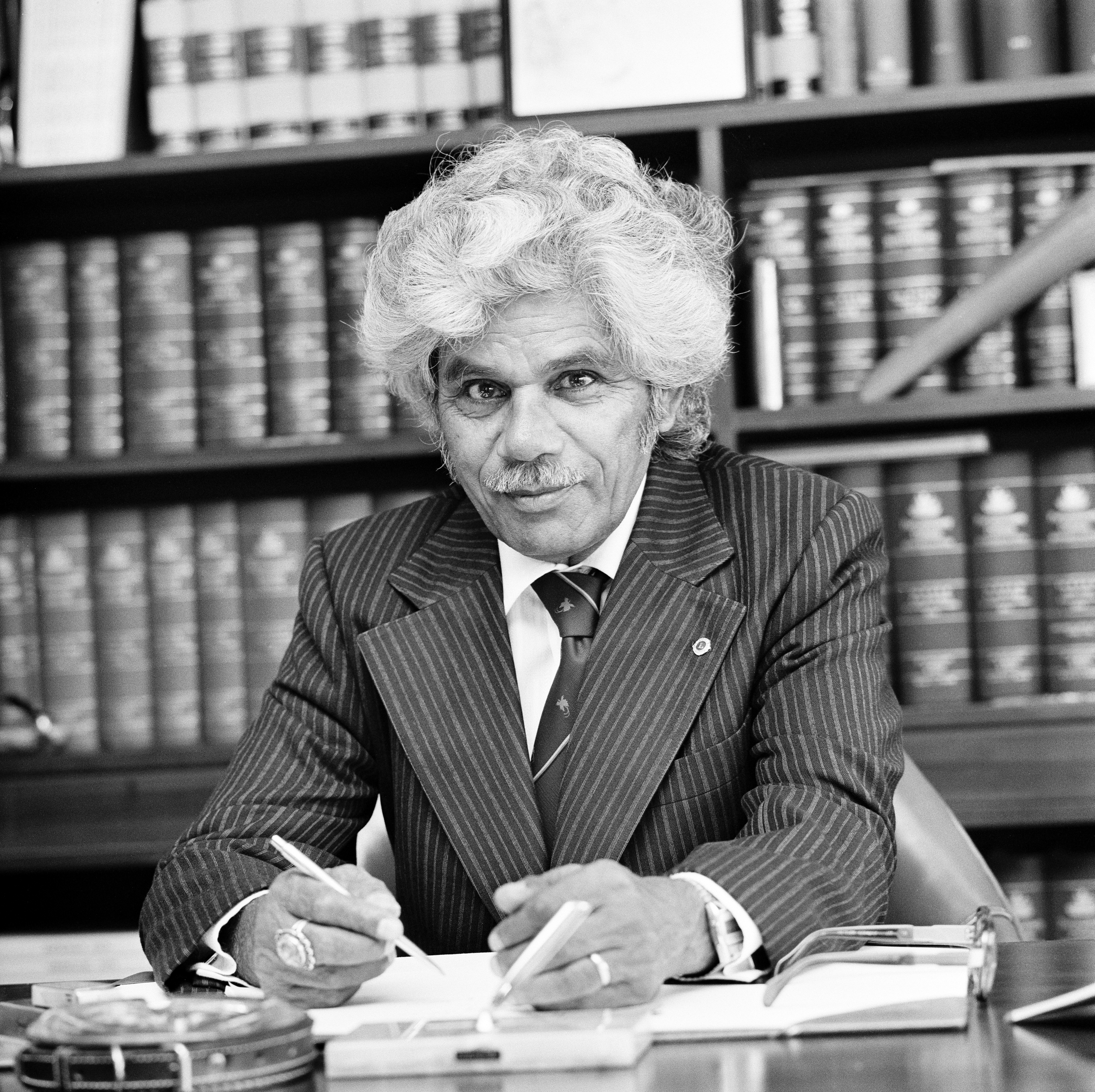
Neville Bonner, 1979

Neville Thomas Bonner, AO (* 28. März 1922 in Ukerebagh Island, New South Wales; † 5. Februar 1999 in Ipswich, Queensland) war ein australischer Politiker (Liberal Party). Im Jahr 1971 war er der erste Aborigine, der in das australische Parlament einzog. Er gehörte bis 1983 als Vertreter von Queensland dem Senat an. Von 1968 bis 1975 war er Präsident der One People of Australia League (OPAL).